# Sudamerlycaste barringtoniae
Sudamerlycaste barringtoniae là một loài thực vật có hoa trong họ Lan. Loài này được (Sm.) Archila mô tả khoa học đầu tiên năm 2002.